# Kenneth H. Cooper
Kenneth H. Cooper (Oklahoma City, 4 de março de 1931) é um médico cardiologista que serviu a força aérea estadunidense na década de 1960. É o autor do livro Aerobics (1968), publicado inicialmente nos Estados Unidos e voltado para as melhorias físicas das forças armadas nacionais, que deu origem à ginástica aeróbica praticada tanto nas academias quanto competitivamente, pela Federação Internacional de Ginástica.